# وایدینگن (آلمان)
وایدینگن (به آلمانی: Weidingen) یک شهر در آلمان است که در بیتبورگ-پروم واقع شده‌است.